# Ото фон Бизмарк
Ото Едуард Леополд фон Бизмарк-Шенхаузен (Шенхаузен, 1. април 1815 — Фредрихсрух, 30. јул 1898) је био војвода од Лауенбурга и један од најважнијих вођа са друге половине 19. века. Као премијер пруског краљевства (1862—1890.) под геслом „крв и гвожђе“ серијом победоносних ратова ујединио је 25 немачких држава у Немачко царство, основано 1871. с Вилхелмом I Хоенцолерном као царем. После уједињења је постао први канцелар (1871—1890) Немачког царства.
У почетку је био јункерски политичар дубоко конзервативних, аристократских и монархистичких гледишта, који се борио против растућег социјал-демократског покрета у осмој деценији 19. века, ставио је ван закона више организација и увео је старосне пензије, здравствено осигурање, као и радничко осигурање у случају несреће. Постао је познат под надимком Челични канцелар и сматра се једном од најважнијих фигура у немачкој историји. Био је веома побожан хришћанин.

## Младост и долазак на власт
Бизмарк је рођен као Ото Едуард Леополд фон Бизмарк у Шенхаузену. Студирао је право на универзитетима у Гетингену и Берлину. Оженио се са Јоханом фон Путкамер 1847. године. У њиховом дугом и срећном браку рођено је троје деце.
Одушевљен због пропасти револуционарних покрета 1848. године у немачким државама, изабран је у пруски парламент 1849. године. Постављен да представља Пруску у Франкфурту на Мајни, Бизмарк постаје све више убеђен да је уједињена немачка нација, коју би предводила Пруска, важан циљ што се у то време сматрало либералним циљем. После овог положаја, био је постављен за амбасадора у Петрограду, у коме се спријатељио са својим будућим противником, Александром Горхаковим, и у Паризу. Године 1862, пруски краљ Вилхелм I поставио га је за премијера и министра спољних послова Пруске, као решење конфликта између све либералнијег парламента и краља.

## Уједињење Немачке
Величина улоге Бизмарка као ујединитеља Немачке веома је контроверзна тема међу историчарима. Такође, постоји много расправа да ли је то било уједињење Немачке, или експанзија Пруске. Оно што је извесно, Бизмарк је делимично одговоран за почетак више ратова који су водили до драматичне промене у политичкој структури Немачке. Прво, уз сарадњу Аустрије, Шлезвиг и Холштајн су припојени од Данске у Другом шлезвичком рату. Мировни уговор је закључен у Бечу 30. октобра 1864. године. Већ 1865. године је Аустрија била приморана да препусти Пруској контролу над овим северним земљама. Бизмарк 1866. године напада Аустрију и брзо побеђује у бици код Кенигреца, прикључивши Хановер, Хесен-Касел, Насау и Франкфурт Пруској и формирајући Севернонемачку конфедерацију.
Пошто је Бизмарк испровоцирао Француску, којом је у то време владао Наполеон III, француско-пруски рат је избио 1870. године, током којег су јужне немачке државе, које су сматрале Француску агресором, придружиле Северно немачкој конфедерацији у борби против Француске. Француска је претрпела понижавајући пораз, a Вилхелм I је био крунисан као немачки император у дворани огледала (фр. Galerie des Glaces) у Версају, која је служила као штаб пруске армије, 18. јануара 1871. године. Бизмарк је тиме легално створио Немачко царство под вођством Пруске, уз искључење Аустрије.

## Канцелар
Слављен као национални херој, Бизмарк постаје први канцелар новог немачког царства. У спољној политици, посвећује се очувању мира између европских сила Француске, Аустрије, Немачке и Русије. Бизмарк је веровао да централна позиција Немачке у Европи може бити узрок њеног разарања у случају било којег рата.
На унутрашњем плану, био је забринут појављивањем двеју нових политичких партија: Католичке партије центра, и Социјал-демократске партије Немачке. Кампања против католицизма која је започела 1872. године, под именом „Културна борба“ (Kulturkampf) је углавном била промашај. Бизмарк је напао социјал-демократе на два фронта: социјалдемократска партија и њене организације су стављене ван закона, док је радничкој класи удељено веома прогресивно законодавство које је гарантовало здравствено осигурање, осигурање у случају несреће на раду, као и старосне пензије.
На изборима у 1890. години и Католичка партија центра и социјал-демократи су освојили много гласова, а Бизмарк даје оставку на инсистирање немачког цара (кајзера) Вилхема II, који је дошао на трон 1888. године. Бизмарк је провео своје последње године пишући мемоаре „Размишљања и сећања“. Умро је у 83. години живота 1898. године, у Фредрихсруху. Сахрањен је у Бизмарк-маузолеју у истом месту.

## Завештање и сећање
Историчари су у знатној мери достигли консензус по питању садржаја, функције и важности Бизмарковог лика у немачкој политици током задњих 125 година. Према Стеинберг, његова достигнућа током 1862–71 су била "највећа дипломатска и политичка остварења било којег лидера у задња два века."
Бизмаркова најважнија оставштина је уједињење Немачке. Немачка је постојала као колекција стотина засебних кнежевина и слободних градова још од доба формирања Светог римског царства. Током векова разни владари су безуспешно покушавали да уједине немачке државе све до Бизмарковог времена. Разна немачка краљевства су се ујединила у једну државу углавном као резултат Бизмаркових напора.
Након уједињења, Немачка је постала једна од најмоћнијих нација у Европи. Бизмаркова мудра, опрезна и прагматична спољашња политика је омогућила Немачкој да мирним путем задржи позицију моћи коју јој је он донео; одржавањем добронамерне дипломатије с готово свим европским земљама. Француска, која је једина изнимка, је била разорена Бизмарковим ратовима и његовим накнадним оштрим политичким ставовима према њој. Француска је постала један од најогорченијих непријатеља Немачке у Европи. Аустрија је, такође, била ослабљена формирањем Немачке империје, мада у знатно мањој мери од Француске. Бизмарк је веровао да докле год су Британија, Русија и Италија уверене у мирољубиве намере Немачке империје, зараћеност са Француском је прихватљива. Његове дипломатске подвиге је поништио кајзер Вилхелм II, и таква политика је ујединила друге Европске силе против Немачке током Првог светског рата.
Историчари наглашавају да је Бизмаркова мирољубива, „континентално засићена дипломатија“ постајала све непопуларнија, јер је свесно сузбијала све експанзионистичке претензије. У драстичном контрасту су стојале амбиције светске политике Вилхелма II, чији циљ је био осигуравања будућности државе путем експанзије, што је довело до Првог светског рата. Слично томе Бизмаркова политика оспоравања доминације војних власти у спољно политичком одлучивању је прекинута 1914. наоружавањем Немачке.
Бизмаркову психологију и личне особине нису благонаклоно прихватали научници. Амерички историчар Џонатан Стејнберг приказује малигног генија који је дубоко осветољубив, чак и према својим најближим пријатељима и члановима породице. Еванс каже да је он био „застрашујућ и бескрупулозан, склон манипулацији слабости других, уместо поспешивања њихових врлина“. Британски историчари, укључујући Еванса, Тејлора, Палмера и Кранкшова, виде Бизмарка као амбивалентну фигуру, несумњиво човека велике вештине, али особу која није оставила трајан систем за подршку насљедника мање вештих од њега. Као посвећени монархиста, Бизмарк није омогућио провизије за ефективне конституционе провере моћи императора, чиме је ефективно поставио темпирану бомбу у темеље Немачке, која је створио.
Посматрачи тог времена и многи након тада су разматрали Бизмаркову вештину писања. Као што је Хенри Кисинџер напоменуо, "Човек 'крви и гвожђа' је писао прозу изванредне непосредности и луцидности, упоредиву по посебности са Черчиловом употребом енглеског језика."
Током већег дела његовог скоро 30 година дугог мандата, Бизмарк је одржао неприкосновену контролу над политиком владе. Био је потпуно подржан од стране његовог пријатеља Албрехта фон Руна, министра рата, као и вође пруске војске Хелмута фон Молтке. Бизмаркови дипломатски потези су се ослањали на победничку Пруску војску, и та два човека су пружила Бизмарку победе које су му биле неопходне да убеди мање немачке државе да се придруже Пруској.
Бизмарк је предузимао кораке да утиша или ограничи политичку опозицију, у прилог чега сведочи закон којим се ограничава слобода штампе, и антисоцијалистички закони. Он је водио културни рат (Kulturkampf) против Католичке цркве док није постало јасно да конзерватизам чини католике природним савезником против социјалиста. Његов краљ Вилхелм I је ретко преиспитивао канцеларове одлуке; у неколико случајева, Бизмарк је добио одобрење свог монарха претећи оставком. Међутим, Вилхелм II је намеравао да сам влада земљом, због чега је свргавање Бизмарка био његов први задатак по доласку на власт. Бизмаркови наследници на дужности канцелара су били далеко мање утицајни, пошто је моћ била концентрисана у рукама императора.

### Споменици
Непосредно након што је отишао са функције, грађани су почели да га величају и оснивају фондове за изградњу споменика, попут Бизмаркових споменика или кула посвећених њему. Широм Немачке, похвале су биле бескрајне, неколико зграда је именовано у његову част, за прављење његових портрета су ангажовани уметници као што су Франз фон Ленбах и Ц. В. Алерс, и књиге о њему су постале бестселери. Први споменик изграђен у његову част је био Бизмарков споменик код Бад Кисингена, подигнут 1877.
Бројни статуе и споменици обележавају градове, вароши, и села Немачке, укључујући познати Бизмарков споменик у Берлину и бројне Бизмаркове куле на четири континента. Једини споменинк који га приказује као студента на универзитету у Гетингену (заједно са псом, вероватно његовим Рејхшанд Такрас) и као члана његовог Корпс Хановера је подигнут 2006. у Руделсбургу. Блиставо бели Бизмарков споменик из 1906. у граду Хамбург, стоји у центру Ст. Паули дистрикта, и највећи је, и вероватно најбоље познати, споменик Бизмарка широм света. Статуе га приказују као масивног, монолитног, крутог и одлучног. Два ратна бродова су именована у његову част, СМС Бизмарк немачке империјалне морнарице, и брод Бизмарк из доба Другог светског рата.

### Бизмарков мит
Герварт (2007) показује да Бизмарков мит, који је углавном изграђен током његових година мировине и још чудније након његове смрти, се показао веома моћним реторичким и идеолошким оруђем. Мит га је учинио догматичним идеологом и ватреним националистом, док је у стварности он био идеолошки флексибилан. Герварт тврди да је конструисана меморија Бизмарка одиграла централну улогу антидемократског мита у високо идеолошкој борби око прошлости, борби која је дивљала у периоду између 1918 и 1933. Тај мит је кориштен као оружје против Вејмарове републике, и извршио је деструктивни утицај на политичку културу прве немачке демократије. Франкел (2005) показује да је Бизмарков култ однеговао и легитимизовао нови стил политичара десног крила, и поспешио пост-Бизмаркову кризу вођства, стварну и привидну, која је подстакла Немце да траже најјачег могућег лидера и да се питају „Шта би Бизмарк урадио?“
На пример, Хамбуршки споменик, откривен 1906, се сматра једним од највећих израза Бизмарковог култа империјалне Немачке и важан је у историји немачке уметности споменика. Он је био продукат чежње хамбуршких патрицијских класа да одбране своје политичке привилегије на прагу драматичних друштвених промена и нерешених захтева за политичке реформе. За оне који су предводили његову изградњу, споменик је такође био начин потврђивања хамбуршких културних аспирација и одбацивања репутације града неблагонаклоног према уметницима. Споменик је дочекан са широко распрострањеним неодобравањем радничке класе и није обуздао њихову растућу подршку за социјал-демократе.

## Занимљивости
За време Другог светског рата Немачка ратна морнарица имала је ратни брод именован у његову част Бизмарк, као и Немачка империјална морнарица чија су два брода носила његово име. Такође, место Бизмарк, Северна Дакота, носи његово име, као и Архипелаг Бизмарк и Бизмарково море код бивше Немачке колоније Нова Гвинеја, али и више улица и школа у Немачкој.

### Биографска литература
- Crankshaw, Edward (1981), Bismarck, The Viking Press.
- Dawson, William Harbutt (1909). The Evolution of Modern Germany. T. Fisher Unwin.
- Eyck, Erich (1964). Bismarck and the German Empire. ISBN 978-0-393-00235-5. (excerpt and text search)
- Feuchtwanger, Edgar (2002), Bismarck, Historical Biographies, Routledge, Архивирано из оригинала 20. 4. 2010. г., Приступљено 9. 3. 2017, basic starting point.
- Gall, Lothar (1986), Bismarck: The White Revolutionary, 2 vol; major academic study
- Headlam, James Wycliffe (1908). Bismarck and the Foundation of the German Empire. G.P. Putnam's Sons.
- Heuston, Kimberley Burton (2010), Otto von Bismarck: Iron Chancellor of Germany, Franklin Watts.
- Hollyday, FBM (1970), Bismarck, Great Lives Observed, Prentice-Hall.
- Kent, George O (1978), Bismarck and His Times, Архивирано из оригинала 15. 09. 2011. г., Приступљено 09. 03. 2017.
- Kissinger, Henry A (31. 3. 2011), „Otto von Bismarck, Master Statesman”, The New York Times (book review).
- Lerman, Katharine Anne (2004). Bismarck: Profiles in Power. Longman. ISBN 978-0-582-03740-3.
- Ludwig, Emil (1927a). Wilhelm Hohenzollern: The last of the Kaisers. New York. ISBN 9780766143418., popular.
- Ludwig, Emil (1927b), Bismarck: The Story of a Fighter, Little, Brown, popular.
- Pflanze, Otto, Bismarck and the Development of Germany; 3 vols., 1963–90. vol 1 online, Bismarck and the Development of Germany: The Period of Unification, 1815–1871
- Pflanze, Otto (1955), „Bismarck and German Nationalism”, American Historical Review, 60 (3): 548—66, JSTOR 1845577, doi:10.2307/1845577
- Steinberg, Jonathan (2011). Bismarck: A Life. Oxford University Press.
- Stern, Fritz (1977), Gold and Iron: Bismarck, Bleichröder and the Building of the German Empire, Penguin.
- Taylor, A.J.P. (1969), Bismarck: the Man and the Statesman, New York: Alfred A Knopf.

### Анкете
- Blackbourn, David (1998), The Long Nineteenth Century: A History of Germany, 1780–1918.
- Craig, Gordon A. (1978). „Germany, 1866–1945”. Архивирано из оригинала 24. 06. 2011. г.}-
- Holborn, Hajo (1969), „The Constitutional Conflict in Prussia and the Early Years of the Bismarck Ministry”, The History of Modern Germany 1840–1945, Alfred A Knopf, стр. 131—72.
- ———————— (1969), „The Founding of the New German Empire, 1865–71”, The History of Modern Germany 1840–1945, Alfred A Knopf, стр. 173—229.
- ———————— (1969), „Bismarck and the Consolidation of the German Empire, 1871–90”, The History of Modern Germany 1840–1945, Alfred A Knopf, стр. 233—97.
- Langer, William L (1964). European alliances and alignments, 1871–1890.
- Retallack, James N (2008), Imperial Germany, 1871–1918, Oxford University Press.
- Robinson, Janet; Joe Robinson (септембар 2009). Handbook of Imperial Germany. ISBN 978-1449021139.
- ———————— (1978), German liberalism in the ninetury century (ebooks), University of Chicago Press; ACLS, hdl:2027/heb.01317.0001.001

### Специјализоване студије
- Beck, Hermann (1995), Origins of the Authoritarian Welfare State in Prussia, 1815–1870.
- Clark, Chester Wells (1934). Franz Joseph and Bismarck: The Diplomacy of Austria before the War of 1866. Harvard University Press..
- Field, WG (1898), „Bismarck's First School”, The Journal of Education, Oxford University Press, 20: 603—4.
- Goddard, Stacie E. (2008). „When Right Makes Might: How Prussia Overturned the European Balance of Power”. International Security. 33 (3): 110—142. S2CID 57563017. doi:10.1162/isec.2009.33.3.110.
- Gross, Michael B (2005), The War against Catholicism: Liberalism and the Anti-Catholic Imagination in Nineteenth-Century Germany.
- Hennock, E. P (2007). The Origin of the Welfare State in England and Germany, 1850–1914: Social Policies Compared. Cambridge University Press.
- Hennock, E. P. (2003). „Social Policy in the Bismarck Era: A Progress Report”. German History. 21 (2): 229—238. doi:10.1191/0266355403gh283xx.
- Howard, Michael (1981). The Franco-Prussian War: The German Invasion of France 1870 1871. Taylor & Francis. ISBN 978-0-203-99305-7.
- Kennedy, Paul M (1988), The Rise of the Anglo-German Antagonism, 1860–1914.
- Kissinger, Henry A. (1968). „The White Revolutionary: Reflections on Bismarck”. Daedalus. 97 (3): 888—924. JSTOR 20023844.
- Lord, Robert H. (1923). „Bismarck and Russia in 1863”. The American Historical Review. 29 (1): 24—48. JSTOR 1839273. doi:10.2307/1839273.
- Mork, Gordon R. (1971). „Bismarck and the "Capitulation" of German Liberalism”. The Journal of Modern History. 43 (1): 59—75. JSTOR 1877926. S2CID 144213711. doi:10.1086/240588.
- Ross, Ronald J (1998), The Failure of Bismarck's Kulturkampf: Catholicism and State Power in Imperial Germany, 1871–1887, The Catholic University of America Press
- Stern, Fritz (12. 9. 1979). Gold and Iron: Bismark, Bleichroder, and the Building of the German Empire. Knopf Doubleday Publishing. ISBN 0394740343.
- Stone, James (1994), „Bismarck and the Containment of France, 1873–1877”, Canadian Journal of History, 29 (2): 281—304, doi:10.3138/cjh.29.2.281
- von Strandmann, Hartmut Pogge (1969). „Domestic Origins of Germany's Colonial Expansion under Bismarck”. Past & Present (42): 140—159. JSTOR 650184.
- Wehler, Hans–Ulrich (август 1970). „Bismarck's Imperialism 1862–1890”. Past and Present (48): 119—155. doi:10.1093/past/48.1.119.
- Wetzel, David (2001). A Duel of Giants: Bismarck, Napoleon III, and the Origins of the Franco-Prussian War. University of Wisconsin Press. ISBN 978-0-299-17490-3..

### Историграфија и сећања
- Cowen, Ron (30. 1. 2012), „Restored Edison Records Revive Giants of 19th-Century Germany”, New York Times, Приступљено 31. 1. 2012
- Frankel, Richard (2003). „From the Beer Halls to the Halls of Power: The Cult of Bismarck and the Legitimization of a New German Right, 1898-1945”. German Studies Review. 26 (3): 543—560. JSTOR 1432746. doi:10.2307/1432746.
- Frankel, Richard E (2005). Bismarck's Shadow. The Cult of Leadership and the Transformation of the German Right, 1898–1945. Berg Publishers. ISBN 978-1-84520-033-6.
- Gerwarth, Robert (2007). „Inventing the Iron Chancellor”. History Today. 57 (6): 43—49.
- ———————— (2005). The Bismarck Myth: Weimar Germany and the Legacy of the Iron Chancellor. Clarendon Press. ISBN 978-0-19-928184-8.
- Müller, Frank Lorenz (2008). „Man, Myth and Monuments: The Legacy of Otto von Bismarck (1866–1998)”. European History Quarterly. 38 (4): 626—36. S2CID 220916743. doi:10.1177/0265691408094517.
- Pearce, Robert (2010), „The Austro-Prussian War”, History Review (66).
- Russell, Mark A. (2000). „The Building of Hamburg's Bismarck Memorial, 1898-1906”. The Historical Journal. 43 (1): 133—156. JSTOR 3021016. S2CID 154544615. doi:10.1017/S0018246X99008961.
- Steefel, Lawrence D. (1930). „Bismarck”. The Journal of Modern History. 2 (1): 74—95. JSTOR 1871140. S2CID 222424868. doi:10.1086/235557.
- Stürmer, Michael (1971). „Bismarck in Perspective”. Central European History. 4 (4): 291—331. JSTOR 4545614. S2CID 145110759. doi:10.1017/S0008938900015399.
- Urbach, Karina (1998). „Between Saviour and Villian: 100 Years of Bismarck Biographies”. The Historical Journal. 41 (4): 1141—1160. JSTOR 3020865. S2CID 159641867. doi:10.1017/S0018246X98008206.

### Примарни извори
- Bismarck, Otto von (1899), Bismarck, the Man & the Statesman: Being the Reflections and Reminiscences of Otto, Prince von Bismarck, 1, Архивирано из оригинала 24. 06. 2011. г., Приступљено 09. 03. 2017
- ———————— (1898), Thoughts and Reminiscences, I
- ———————— (1898), Thoughts and Reminiscences, II.
- ———————— (1898), Memoirs, II, New York Harper.
- Hohenzollern, William I; Bismarck, Otto von (1903), The correspondence of William I. and Bismarck: with other letters from and to Prince Bismarck, Translated by J. A. Ford